# 2902 Westerlund
2902 Westerlund је астероид главног астероидног појаса чија средња удаљеност од Сунца износи 2,203 астрономских јединица (АЈ).
Апсолутна магнитуда астероида је 14,4.